# 沖繩縣道7號奧武山米須線
沖繩縣道7號奥武山米須線（日语：／）是位於沖繩縣那霸市奧武山町至糸滿市米須的主要地方道。

## 概要
- 區間
  - 起點：沖繩縣那霸市奧武山町（山下十字路口國道331號）
  - 終點：糸滿市字米須（米須十字路口國道331號）
  - 總長：18.3km
  - 實際長：18.3km
- 通過自治體
  - 那霸市-豊見城市-糸滿市
- 交匯的路線或鐵路
  - 國道331號（起點、終點）
  - 國道332號（起點、與國道331號重複）
  - 沖繩縣道221號那霸內環狀線（那霸市山下町）
  - 沖繩都市單軌電車
  - 沖繩縣道62號線（那霸市小禄）
  - 沖繩縣道11號線（豊見城市上田）
  - 沖縄縣道68號線（豊見城市上田）
  - 沖繩縣道249號東風平豊見城線（豊見城市上田，與沖繩縣道11號線和沖繩縣道68號線重複）
  - 那霸空港自動車道（國道506號；豊見城市平良）
  - 沖繩縣道82號那霸糸滿線
  - 沖繩縣道134號線（糸滿市賀數）
  - 沖繩縣道77號糸滿與那原線（糸滿市照屋照屋十字路口）
  - 沖繩縣道250號糸滿具志頭線（糸滿市新垣）
  - 沖繩縣道54號線（糸滿市真壁）
  - 國道507號（起點，與國道331號重複）
- 重覆的路線
  - 沖繩縣道82號那霸糸滿線
- 主要設施
  - 奥武山公園